# تپه گپ کناره (تپه بزرگ)
تپه گپ کناره (تپه بزرگ) مربوط به دوران‌های تاریخی پس از اسلام است و در شهرستان مرودشت، روستای کناره واقع شده و این اثر در تاریخ ۱۸ آذر ۱۳۵۴ با شمارهٔ ثبت ۱۲۵۴ به‌عنوان یکی از آثار ملی ایران به ثبت رسیده است.